# Ocotea truncata
Ocotea truncata är en lagerväxtart som beskrevs av Cyrus Longworth Lundell. Ocotea truncata ingår i släktet Ocotea och familjen lagerväxter. Inga underarter finns listade i Catalogue of Life.